# رافائيل بيسوا
رافائيل بيسوا (بالبرتغالية: Raphael Pessoa؛ مواليد 9 مارس 1989) هو مُقاتل فنون قتالية مختلطة برازيلي.

## وصلات خارجية
- رافائيل بيسوا على موقع يو إف سي (الإنجليزية)
- رافائيل بيسوا على موقع شيردوغ (الإنجليزية)
- رافائيل بيسوا على موقع Tapology.com (الإنجليزية)